# Liane Lippert
Liane Lippert (Friedrichshafen, 13 de janeiro de 1998) é uma ciclista profissional alemã que atualmente corre na equipa Team Sunweb de categoria UCI WorldTeam Feminino.
Lippert começou a sua carreira no clube local RSV Seerose Friedrichshafen em 2008. Nos anos seguintes ganhou no campeonato de ciclismo de montanha de Alemanha em categoria sub-15 na antiga pista de montanha maior da Alemanha, Lightweight Uphill. Desde 2013, Lippert fez parte da equipa nacional alemão até que obteve seu primeiro contrato profissional. O seu maior sucesso tem sido ganhar o campeonato europeu júnior em 2016.

## Palmarés
- 2016
- Campeonato Europeu Júnior em Estrada

- 2018
- Campeonato da Alemanha em Estrada
- Lotto Belgium Tour, mais 1 etapa[1]

- 2019
  - 3.ª no Campeonato da Alemanha em Estrada

- 2020
- Cadel Evans Great Ocean Road Race

## Equipas
- Team Sunweb (2017-)